# Przyborowo (Jarnołtowo)
Przyborowo – nieoficjalny przysiółek wsi Jarnołtowo, położony w województwie warmińsko-mazurskim, w powiecie ostródzkim, w gminie Małdyty.
W latach 1975–1998 miejscowość administracyjnie należała do województwa olsztyńskiego.
Śródpolne gospodarstwo rolne z jednym budynkiem mieszkalnym. W roku 1973, jako niezamieszkany przysiółek, Przyborowo należało do powiatu morąskiego, gmina Małdyty, poczta Połowite.
W 2020 r. na zdjęciu satelitarnym Google widoczne duże gospodarstwo rolne. 